# Stigtomta
Stigtomta – miejscowość (tätort) w Szwecji, w regionie administracyjnym (län) Södermanland (gmina Nyköping).
W 2015 roku Stigtomta liczyła 1949 mieszkańców.

## Położenie
Położona w prowincji historycznej (landskap) Södermanland, ok. 15 km na północny zachód od Nyköping, przy drodze krajowej nr 52 (Riksväg 52; Nyköping – Katrineholm – Kumla) oraz linii kolejowej do Oxelösundu.

## Demografia
Liczba ludności tätortu Stigtomta w latach 1960–2015: